# 联合国口岸及相关地点代码
联合国口岸及相关地点代码（英語：United Nations Code for Trade and Transport Locations，縮寫：UN/LOCODE）又稱联合国贸易和运输地点代码；於航運業常稱為港口代码。該五位英文字母代碼自1981年首次發布，由联合国欧洲经济委员会（UNECE）開發並維護，用以標識貿易與運輸鏈中的各類「重要節點」——包括海港、鐵路／公路終點站、機場、郵件互換局及邊境口岸等。

## 沿革
1980年，當時的「联合国电子业务标准化委员会」（現联合国贸易便利化与电子业务中心）發布第一版《促进国际贸易程序》第16號建議書，提出以五字母代碼標識國際貿易貨物流動經過的港口、機場、內陸貨運站等地點。代碼體系由UNECE貿易便利化工作組主導，結合联合国拉丁美洲和加勒比经济委员会的代碼結構與联合国亚洲及太平洋经济社会委员会的地點清單，並獲联合国贸易和发展会议、国际航空运输协会等組織參與。1981年正式釋出首版 UN/LOCODE，收錄約 8,000 個地點。
此後，UN/CEFACT 分別於 1996 與 1998 年發布第二、三版第16號建議書；2005 年，國際標準化組織以 ISO 7372 《貿易數據元目錄》第三冊收錄該代碼。自 2014-1 版起，中國部分與國家標準《GB/T 15514》對應維護。2021 年起又陸續推出巴西等國的整批修訂案，以公開資料庫為基礎更新。

## 現狀
UN/LOCODE 由兩位ISO 3166-1國家／地區代碼與三位字母地名代碼組成。後三位在可能情況下沿用IATA機場代碼，增加联想值並盡量避免衝突。示例如下：
| UN/LOCODE | 國家／地區 | ISO | 登記名稱                           | 原文（含變音） | 中文名稱                     |
| --------- | ---------- | --- | ---------------------------------- | -------------- | ---------------------------- |
| AR BUE    | 阿根廷     | AR  | Buenos Aires                       | –              | 布宜諾斯艾利斯               |
| BE BRU    | 比利時     | BE  | Brussel                            | Brüssel        | 布魯塞爾                     |
| CN BJX    | 中國       | CN  | Beijingxi Railway Station          | –              | 北京西站                     |
| CN XMN    | 中國       | CN  | Xiamen Gaoqi International Airport | –              | 廈門高崎國際機場             |
| NG USA    | 尼日利亞   | NG  | Usan FPSO                          | –              | Usan 浮式生產儲卸裝置        |
| NZ BUW    | 紐西蘭     | NZ  | Burnham Wharf                      | –              | 伯納姆碼頭（惠靈頓埃文斯灣） |
| SE BAS    | 瑞典       | SE  | Bastad                             | Båstad         | 博斯塔德                     |
| US NYC    | 美國       | US  | New York                           | –              | 紐約                         |

對於大國而言，與地名對應且便於記憶的三字符組合日益稀缺。截至 2021 年，UN/LOCODE 已覆蓋逾 249 個國家和地區、共 103 034 個地點與設施（含國際水域），被全球大多數主要航運公司、貨運代理人與製造業廣泛採用。

## 外部連結
- UN/LOCODE 官方網站（英文）
- UN/LOCODE 匯編（按國家／地區查詢）（英文）